# FXYD5
FXYD5‏ (FXYD domain containing ion transport regulator 5) هوَ بروتين يُشَفر بواسطة جين FXYD5 في الإنسان.